# بريان بات
بريان بات (بالإنجليزية: Bryan Batt)‏ مواليد 1 مارس 1963 في نيو أورلينز، الولايات المتحدة، هو ممثل أمريكي. مشهور بدوره في مسلسل ماد من.

## الأعمال
- أشخاص ظرفاء
- 12 سنة عبد
- باركلاند
- ماد من
- عرض كوسبي
- بيتي القبيحة

## وصلات خارجية
- بريان بات على موقع IMDb (الإنجليزية)
- بريان بات على موقع قاعدة بيانات برودواي على الإنترنت (الإنجليزية)
- بريان بات على موقع قاعدة بيانات الفيلم (الإنجليزية)